# Giotto (sonda)
Giotto je kosmická sonda organizace ESA, určená na výzkum Halleyovy komety, během své prodloužené mise však také zkoumala kometu Grigg-Skjellerup. Své jméno dostala po italském malíři a architektu Giottu di Bondonemu, který žil na přelomu 13. a 14. století.

## Vybavení sondy
Vzorem pro stavbu sondy byla evropská družice řady GEOS. Konstrukčně však byla upravena. Přístroje byly umístěny na kruhovém nosném rámu. Výška sondy byla 2,85 metru a průměr 1,87 m. Sonda byla vybavena ochranným štítem (tzv. Whippleho štítem) proti kometárnímu prachu. Štít nebyl tvořen jednolitou vrstvou materiálu, ale několika tenkými štíty, poskládanými za sebou. Konkrétně se jednalo o 1 mm silný hliníkový a 12 mm silný kevlarový štít.
- magnetometr
- barevná kamera
- 2x spektrometr
- analyzátor plazmatu
- detektor prachových částic

## Průběh mise

### Halleyova kometa
Sonda 14. března 1986 v 00:03:02 UTC prolétla ve vzdálenosti pouhých 596 kilometrů od jádra komety, avšak v nestabilizované poloze, která neumožnila získání vědeckých dat. Dvě sekundy před maximálním přiblížením byla většina přístrojů vyřazena nebo poškozena zásahem prachové částice s hmotností asi 0,1 g. Na čas bylo také přerušené radiové spojení. Systémy Giotto se naštěstí z nárazu vzpamatovaly a přibližně půl hodiny po srážce se podařilo obnovit orientaci a komunikaci. Přístroje pokračovaly ve vědeckém měření a 49 minut po těsném průletu byl zaznamenán poslední dopad prachové částice. Sonda pořídila mj. 2112 unikátních snímků jádra komety. Dne 2. dubna 1986 byla sonda Giotto uvedena do stavu hibernace a její výzkum na čas skončil.

Trajektorie sondy

### Kometa Grigg-Skjellerup
Giotto byla reaktivována 14. února 1990. Test systémů proběhl v pořádku a řídící středisko rozhodlo o prodloužení mise výzkumem další komety. Z několika objektů (26P/Grigg-Skjellerup, 103P/Hartley, 41P/Tuttle-Giacobini-Kresák, 45P/Honda-Mrkos-Pajdušáková) byla jako cíl vybrána krátkoperiodická kometa Grigg-Skjellerup. Sonda vykonala gravitační průlet kolem Země a v červenci 1990 byla opět uvedena do hibernace. Probuzena byla 8. května 1992. První částice pocházejících z komety Grigg-Skjellerup byly detekovány ve vzdálenosti 440 000 kilometrů od jádra (téměř 20x blíže než u Halleyovy komety). K největšímu přiblížení došlo 10. července 1992 v 15:30:43 UT. To sonda prolétla ve vzdálenosti pouhých 200 kilometrů od komety (některé zdroje tvrdí 100 kilometrů).

### Konec mise
Dne 23. července 1992 byla mise oficiálně ukončena. Sonda je v současnosti na heliocentrické oběžné dráze.

## Prvenství sondy
- byla první meziplanetární sondou Evropské kosmické agentury
- pořídila první detailní snímky kometárního jádra
- byla první, která prolétla okolo dvou komet
- byla první, která byla reaktivována z hibernace